# 塔海 (翰林学士)
塔海，元朝官员，本关中人，哈答孫之子。
忽必烈见到他就很喜欢，命他肄业国子监。元成宗即位，授任为枢密院断事官。大德末年，辅立元武宗，转任同佥枢密院事。擢升为枢密副使。改任大司农、同知宣徽院事。元仁宗在东宫，有人建议设立黑军卫率府，塔海劝谏，仁宗于是采纳。仁宗即位，改任集贤大学士，太医、宣徽院使，进升为翰林学士承旨、知制诰兼修国史。去世。